# Pedicularis fengii
Pedicularis fengii är en snyltrotsväxtart som beskrevs av Hui Lin Li. Pedicularis fengii ingår i släktet spiror, och familjen snyltrotsväxter. Inga underarter finns listade i Catalogue of Life.